# 이재진 (연출가)
이재진은 대한민국의 텔레비전 드라마 연출감독이다.

## 학력 및 경력
- MBC 프로듀서

## 드라마
- 2011년 MBC 토요 미니시리즈 《심야병원》 ... 공동연출
- 2012년 ~ 2013년 MBC 저녁 일일연속극 《오자룡이 간다》 ... 공동연출
- 2013년 MBC 단막극 《드라마 페스티벌 - 잠자는 숲속의 마녀》 ... 연출
- 2013년 ~ 2014년 MBC 주말 특별기획 드라마 《황금무지개》 ... 공동연출
- 2014년 ~ 2015년 MBC 저녁 일일연속극 《소원을 말해봐》 ... 공동연출
- 2015년 ~ 2016년 MBC 주말 특별기획 드라마 《내 딸, 금사월》 ... 공동연출
- 2016년 MBC 월화 미니시리즈 《캐리어를 끄는 여자》 ... 공동연출
- 2017년 MBC 월화 특별기획 드라마 《별별 며느리》 ... 공동연출
- 2019년 MBC 수목 미니시리즈 《더 뱅커》 ... 연출
- 2020년 MBC 수목 미니시리즈 《나를 사랑한 스파이》 ... 공동연출
- 2023년 ~ 2024년 MBC 저녁 일일연속극 《세 번째 결혼》 ... 연출

## 영화
- 2009년 영화 《트라이앵글》 ... 연출부